# Eduard Schifferdecker
Eduard Schifferdecker (* 1833 in Mosbach; † 1915) war ein deutscher Brauereibesitzer in Ponarth.

## Werdegang
Er war der jüngste Bruder des Bierbrauers Johann Philipp Schifferdecker und erwarb 1869 dessen inzwischen vom badischen Mosbach ins preußische Ponarth verlegte Brauerei. Er ließ Sportanlagen, Werkswohnungen und Badeanstalten errichten. An seine Heimatstadt Mosbach entrichtete er 1892 eine Stiftung von 10.000 Mark, aus der in den Folgejahren immer wieder Leistungen an Bedürftige vergeben  wurden. Gemeinsam mit weiteren Gutsbesitzern stiftete er außerdem die Kirche in Ponarth, wo er das Kirchenpatronat besaß und 1915 in der Schifferdecker-Familiengruft begraben wurde.
Er war preußischer Ordensritter und Kommissionsrat. Er trug den Preußischen Roten Adlerorden und wurde 1909 zum Ehrenbürger seiner Geburtsstadt Mosbach ernannt.